# Кужешин
Кужешин (пол. Kurzeszyn) — село в Польщі, у гміні Рава-Мазовецька Равського повіту Лодзинського воєводства.
Населення — 562 особи (2011).
У 1975-1998 роках село належало до Скерневицького воєводства.

## Демографія
Демографічна структура станом на 31 березня 2011 року:
|          | Загалом | Допрацездатний вік | Працездатний вік | Постпрацездатний вік |
| -------- | ------- | ------------------ | ---------------- | -------------------- |
| Чоловіки | 278     | 58                 | 187              | 33                   |
| Жінки    | 284     | 55                 | 163              | 66                   |
| Разом    | 562     | 113                | 350              | 99                   |